# Мрњићи (Равно)
Мрњићи је насељено место у општини Равно која административно припада Херцеговачко-неретванском кантону, Федерација БиХ, Босна и Херцеговина. Мрњићи је подељено међуентитетском линијом између града Требиња и општине Равно. Према попису становништва из 2013. у насељу није било становника.

## Становништво
У насељу је према попису становништва из 1991. године живело 22 становника, а насеље је било у потпуности настањено Србима. Према попису из 2013. године насеље је без становника.
| Националност | 2013. | 1991.     | 1981.     | 1971.     |
| Срби         | —     | 22 (100%) | 21 (100%) | 29 (100%) |
| Укупно       | 0     | 22        | 21        | 29        |